# Alfonso Maria Mistrangelo

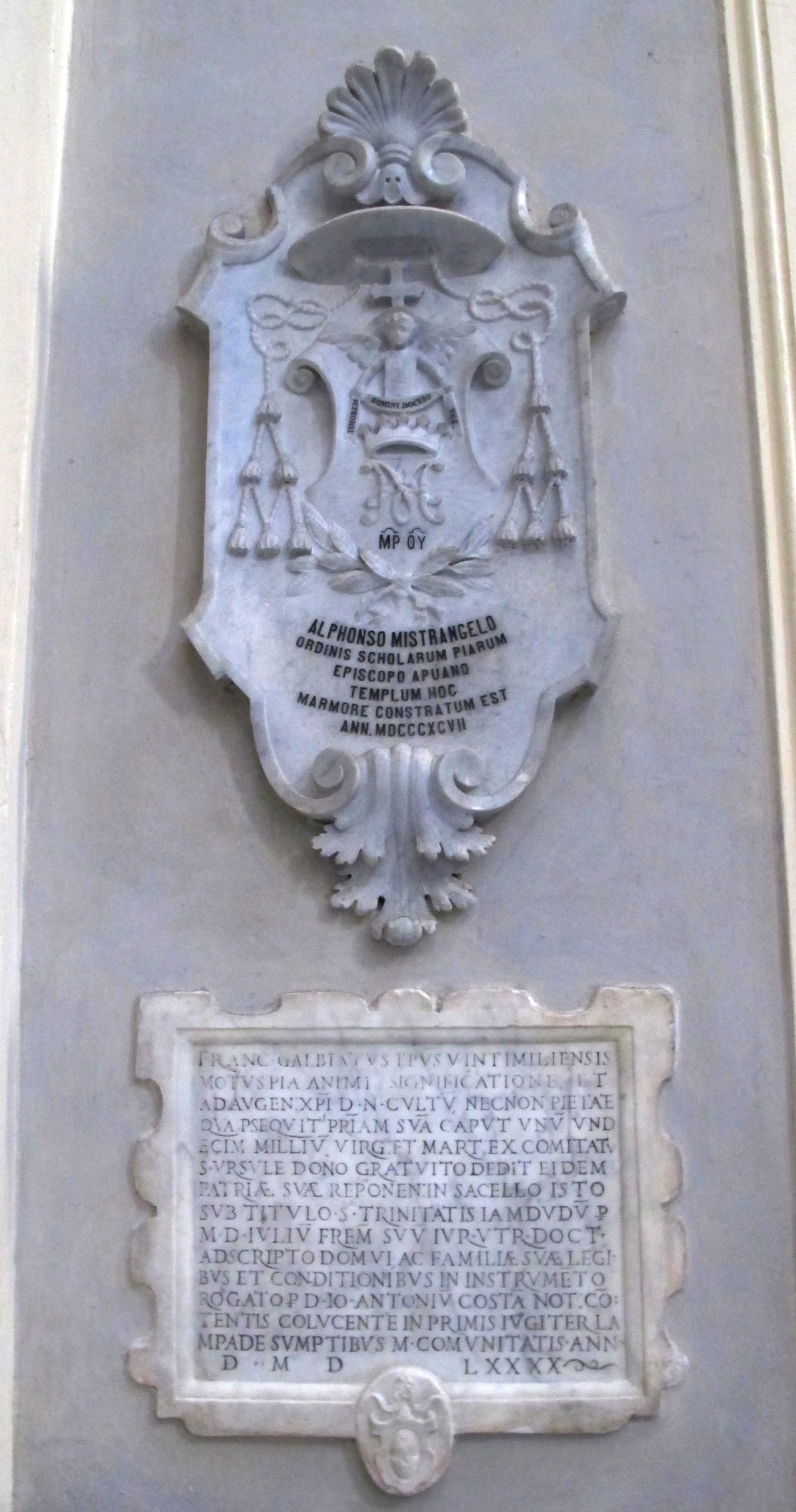

Alfonso Maria Mistrangelo (Savona, 26 april 1852 - Florence, 7 november 1930) was een Italiaans geestelijke en kardinaal van de Rooms-Katholieke Kerk.
Mistrangelo werd geboren in Savona, waar hij in 1859 het Heilig Vormsel ontving. Hij studeerde aan het seminarie in zijn geboortestad en trad in 1870 toe tot de Orde der Piaristen in waar hij zijn eerste geloften aflegde in 1871 en zijn eeuwige geloften in 1874. In 1875 kreeg hij zijn tonsuur en werd hij achtereenvolgens subdiaken en diaken, om in 1877 tot priester gewijd te worden. Hij gaf les op verschillende scholen van de Piaristen en werd in 1880 rector van de Piaristenschool in Ovada.
Op 16 januari 1893 benoemde paus Leo XIII hem tot bisschop van Pontremoli. In 1899 werd hij aartsbisschop van Florence. Van 1900 tot 1904 was hij daarnaast Superieur-Generaal van de Piaristen. Tijdens het consistorie van 6 december 1915 werd hij door paus Benedictus XV tot kardinaal gecreëerd. De Santa Maria degli Angeli e dei Martiri werd zijn titelkerk.
Mistrangelo nam deel aan het Conclaaf van 1922, dat leidde tot de verkiezing van paus Pius XI.
- Gemeinsame Normdatei: 1277898936
- International Standard Name Identifier: 0000 0000 6225 5835
- Library of Congress Control Number: no2021143371
- Istituto Centrale per il Catalogo Unico: RAVV105227
- Système universitaire de documentation: 10219095X
- Virtual International Authority File: 89243944